# Philips van Dorp

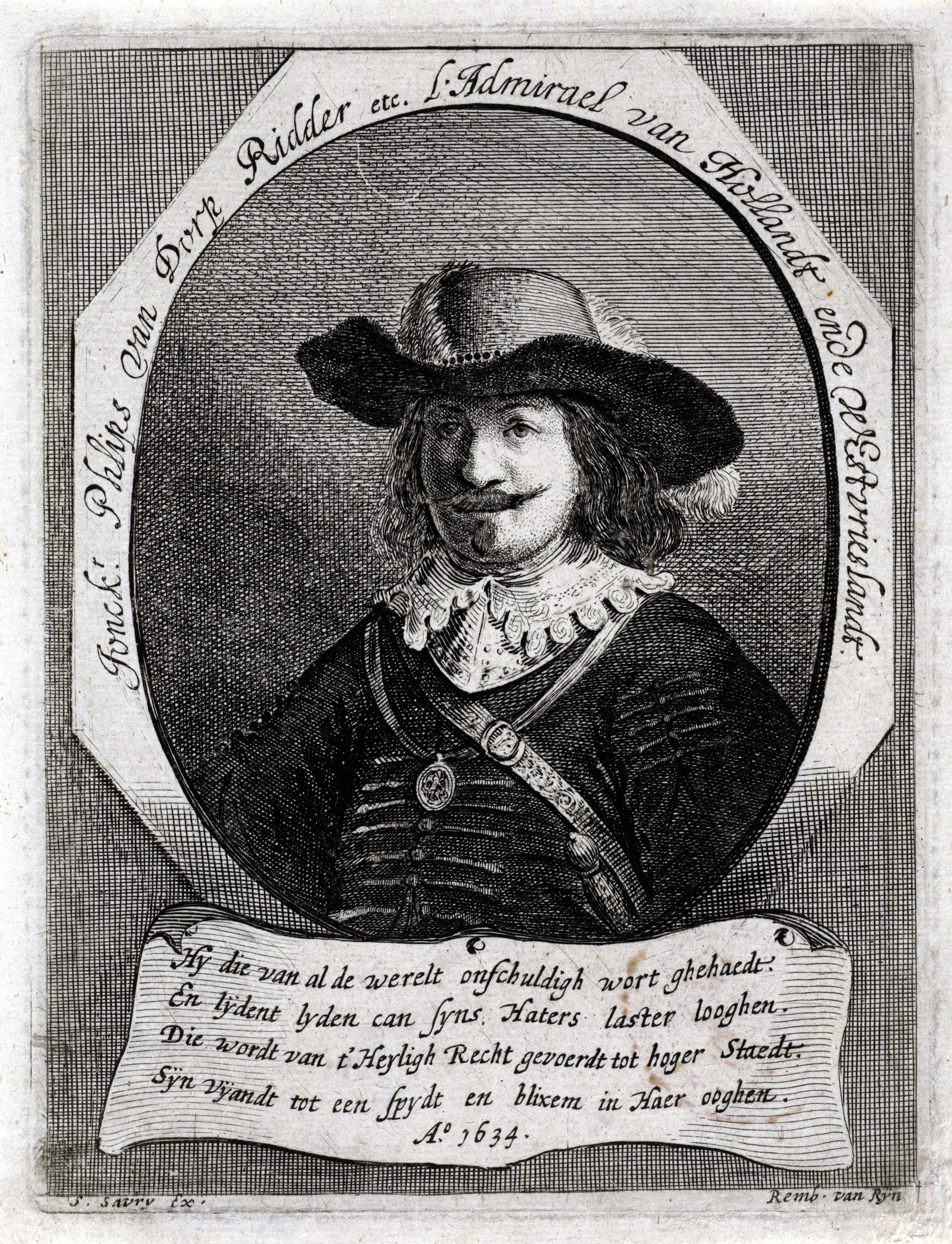
Philips van Dorp, Stich von Salomon Savery nach einem Gemälde von Rembrandt

Philips van Dorp, auch Filips, (* 1587 in Tholen; † 1652 in Den Haag) war ein niederländischer Admiral.
Er stammte aus einer adligen Familie, die auch mit den Oraniern verbunden war und die auch mit dem ersten Admiral von Zeeland Willem Bloys von Treslong verwandt war. 1621 wurde van Dorp Kapitän der Admiralität von Zeeland. Er war unter Admiral Jochem Swartenhondt im Mittelmeer. 1622 wurde er Vizeadmiral. Er nahm an der Blockade von Dünkirchen, einem Nest von Kaperfahrern, teil und erhielt 1624 eine Auszeichnung für seine Tapferkeit beim Kampf gegen Piraten aus Dünkirchen (unter Michiel Colaert) bei einem Konvoi. 1625 nahm er unter Willem de Zoete an der Blockade von La Rochelle teil, wofür ihn der französische König zum Ritter von St. Michel ernannte. Nach dem Ausscheiden von de Zoete 1627 wurde er Leutnant-Admiral von Zeeland. Er wurde auch in die Ritterschaft der Edlen von Holland aufgenommen.
Van Dorp war umstritten. Er galt zuweilen als unentschlossen, arrogant und rechthaberisch und auch an seiner Kompetenz gab es Zweifel. Als Fischer in Vlissingen und Veere gegen die hohen Verluste durch Piraten in Dünkirchen protestierten, antwortete er so herablassend, dass er in Veere mit Steinen beworfen wurde. Da er zu wenig tat, um 1628 den aus der Karibik mit seiner Beute vom Überfall auf die spanische Silberflotte zurückkehrenden Piet Pieterszoon Heyn zu schützen, wurde er entlassen. Stattdessen wurde Piet Heyn Leutnant-Admiral von Holland und Westfriesland und damit Kommandeur der Flotte. Als Heyn 1629 starb, wurde van Dorp wieder Kommandeur, erhielt aber trotz seiner Bemühungen (1630) seinen Rang als Leutnant-Admiral (bzw. Vizeadmiral) von Zeeland nicht zurück. 1632 wurde er aber Leutnant-Admiral von Holland und Westfriesland dank seiner Verbindungen zu Friedrich Heinrich von Oranien. 1635 war er auf einer Expedition in Spanien, als Seeräuber aus Dünkirchen die Heringsflotte in der Nordsee dezimierten, ohne dass ihm eine Strafaktion gelang, was ihm auch die Kritik von Maarten Tromp und anderen einbrachte (er zerstritt sich auch mit Witte de With). Tromp wurde von vielen in der Admiralität als sein Nachfolger favorisiert, hatte aber vorübergehend die Kriegsflotte verlassen (auch weil er nicht unter van Dorp dienen wollte), um private Hilfsflotten für Kriegszwecke zu organisieren.
1636 ließ van Dorp es zu, dass die Engländer die niederländische Heringsflotte mit Lizenzen erpressten und 1637 misslang ihm die Blockade von Dünkirchen. Er hatte Probleme mit der Versorgung der Flotte  und musste die Blockade von Dünkirchen abbrechen und in die Niederlande zurückkehren. Das nutzten die Spanier, um Truppen zu landen und Kaperfahrten gegen holländische Schiffe zu unternehmen. Das Maß war nun für die Admiralität voll und er wurde zu Gunsten von Tromp entlassen. Zum Ausgleich ernannte ihn Friedrich Heinrich von Oranien 1642 zum Mitglied im Rat der Admiralität der Maas. Es kam aber weiter zu Reibereien mit Tromp. Als Tromp 1647 vorschlug, das ehemalige Flaggschiff Prinzessin Aemilia zu verkaufen, um Geld für ein neues zu haben (für das er sonst keine Mittel bekam), wetterte van Dorp, er hätte es lieber gesehen, Tromp wäre mit der Prinzessin Aemilia untergegangen. Zuletzt war van Dorp Teil des Kreises der Oranier um Amalie von Solms in Den Haag.
Er war mit Sara von Baerle verheiratet und hatte drei Töchter.